# 保津峽

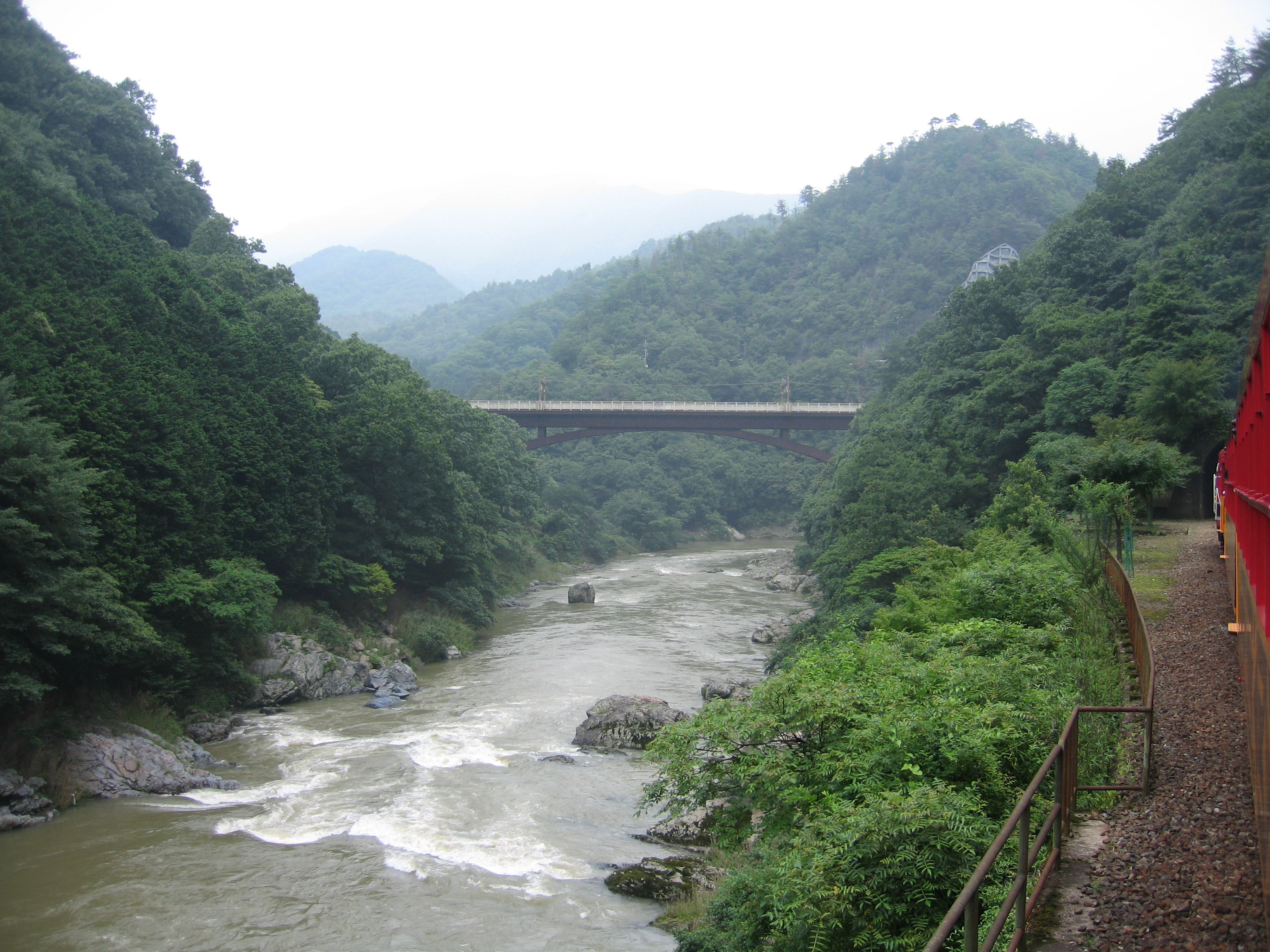
保津峽

保津峽是京都府龜岡市到京都市右京區嵐山渡月橋的保津川（桂川）溪谷。也稱保津川峽谷。因保津川顺流而下、嵯峨野觀光鐵道而有名的景勝地，被指定為京都府立保津峽自然公園。

## 關連項目
- 時代劇

## 脚注
1. ↑  桂川之內，龜岡市保津町請田到京都市嵐山之間通稱保津川。

## 外部連結
- 京都府立保津峽自然公園 （页面存档备份，存于）
- 保津川下り（保津川遊船協同組合）（页面存档备份，存于）
- 嵯峨野觀光鐵道 （页面存档备份，存于）